# Montagny-près-Louhans
Montagny-près-Louhans ist eine französische Gemeinde im Département Saône-et-Loire in der Region Bourgogne-Franche-Comté. Sie gehört zum Arrondissement Louhans und zum gleichnamigen Kanton Louhans. Der Ort hat 496 Einwohner (Stand 1. Januar 2022). Die Einwohner werden Montagnons, resp. Montagnonnes genannt.

## Geografie

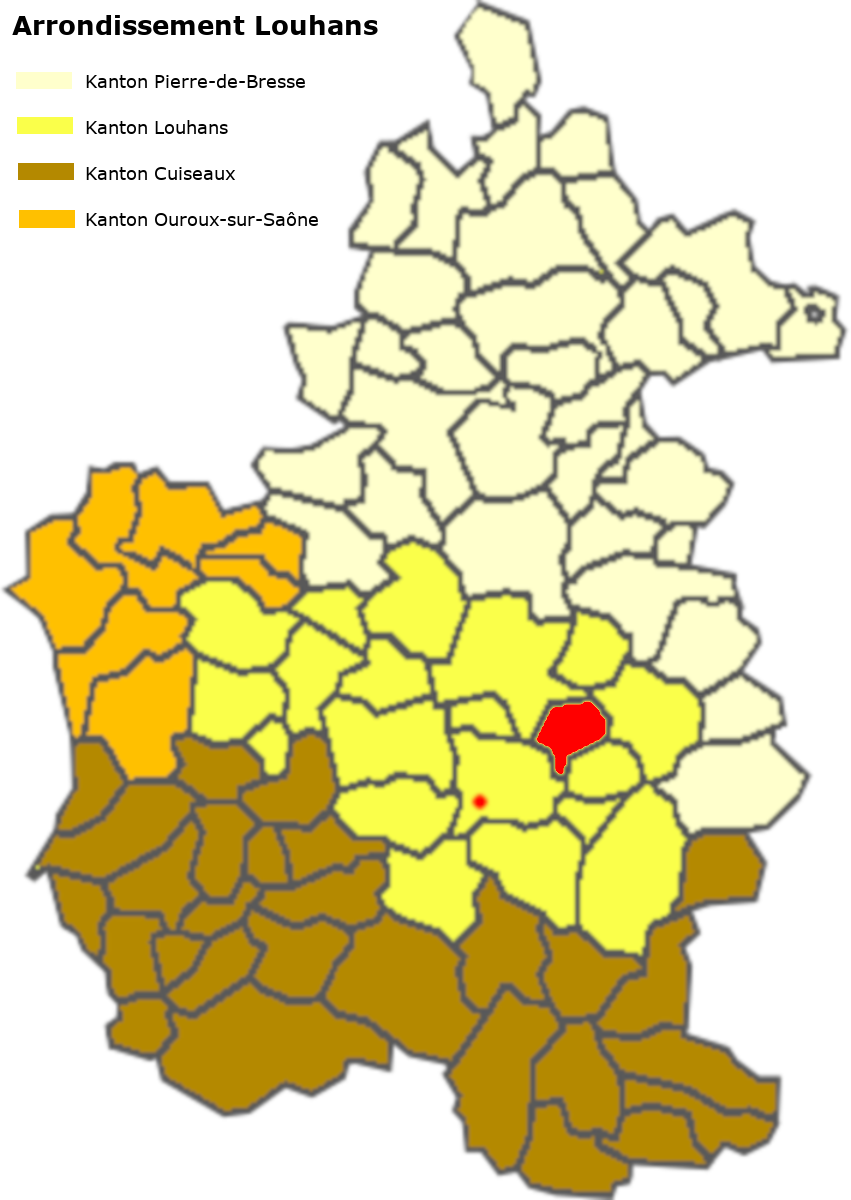
Lage der Gemeinde im Arrondissement Louhans

Montagny-près-Louhans liegt in der Landschaft Bresse, 4,4 Kilometer nordöstlich des Kantonshauptortes Louhans, auf einer Anhöhe über dem Fluss Seille. Dieser bildet einen Teil der Westgrenze zu Saint-Usuge, zusammen mit dem Ruisseau de Bunay im nördlichen Teil. Einen Teil der Südostgrenze bildet der Ruisseau de l’Étang du Villard, der auch als Bief für den Étang du Villard dient. Auf dem Gemeindegebiet liegen zwei größere Waldflächen und drei Étangs. Ganz im Süden der Gemeinde streift die Departementsstraße D678 das Gemeindegebiet, ohne jedoch besiedelte Gebiete zu berühren. Zur Gemeinde gehören folgende Weiler und Fluren: le Bas-de-Montagny, Champ-Billard, Champ-Joly, les Chênes-Cornus, les Cours, la Ferrière, les Feys, les Marsots, Putacrot, la Rippe-Pageault, Verdin, les Vessières, la Vesvre, le Villard.

### Klima
Das Klima in Montagny-près-Louhans ist warm und gemäßigt. Es gibt das ganze Jahr über deutliche Niederschläge, selbst der trockenste Monat weist noch hohe Niederschlagsmengen auf. Die Klassifikation des Klimas nach Köppen und Geiger ist Cfb ((Gemäßigtes) Ozeanklima). Die Temperatur liegt im Jahresdurchschnitt bei 12,1 °C. Der wärmste Monat ist der Juli mit einer Durchschnittstemperatur von 21,2 °C, der kälteste der Januar mit 3,4 °C. Über ein Jahr verteilt summieren sich die Niederschläge auf 1081 mm, dabei ist der November mit 117 mm der niederschlagsreichste, während Juli als trockenster Monat 72 mm aufweist. Über das ganze Jahr werden etwa 2764 Sonnenstunden gezählt.
|                        | Jan | Feb | Mär  | Apr  | Mai  | Jun  | Jul  | Aug  | Sep  | Okt  | Nov  | Dez |   |      |
| Mittl. Temperatur (°C) | 3,4 | 4,0 | 7,6  | 11,3 | 15,1 | 19,3 | 21,2 | 20,8 | 17,1 | 13,0 | 7,5  | 4,2 | ⌀ | 12,1 |
| Mittl. Tagesmax. (°C)  | 6,3 | 7,7 | 12,1 | 15,9 | 19,5 | 23,9 | 25,9 | 25,6 | 21,5 | 17,0 | 10,6 | 7,0 | ⌀ | 16,1 |
| Mittl. Tagesmin. (°C)  | 0,7 | 0,7 | 3,3  | 6,5  | 10,4 | 14,3 | 16,3 | 16,0 | 12,8 | 9,3  | 4,5  | 1,6 | ⌀ | 8,1  |
|                        |     |     |      |      |      |      |      |      |      |      |      |     |   |      |
| Niederschlag (mm)      | 98  | 83  | 80   | 90   | 93   | 77   | 72   | 73   | 87   | 104  | 117  | 107 | Σ | 1081 |

| 0,7 |

| 0,7 |

| 3,3 |

| 6,5 |

| 10,4 |

| 14,3 |

| 16,3 |

| 16,0 |

| 12,8 |

| 9,3 |

| 4,5 |

| 1,6 |

| 0,7 |

| 0,7 |

| 3,3 |

| 6,5 |

| 10,4 |

| 14,3 |

| 16,3 |

| 16,0 |

| 12,8 |

| 9,3 |

| 4,5 |

| 1,6 |

## Toponymie
Die Hauptsiedlung Montagny-près-Louhans ist vermutlich erst mit dem Bau der Kirche entstanden oder war vorher unbedeutend. Die Bezeichnung kann auf einen Besitzer namens Montaniacus hindeuten – aber auch auf eine Verballhornung von Montagne (deutsch: Berg) zurückgehen.

## Geschichte
Eine erste Erwähnung von Orten in der Gemeinde bezieht sich auf den Weiler Putacrot und geht zurück auf 1374. Der Weiler liegt knapp zwei Kilometer östlich der heutigen Siedlung Montagny, sein Name deutet auf einen Brunnen oder Weiher mit schlechtem Wasser hin, wird erstmals auch als Put a Crot erwähnt (put altfranzösisch: schlecht, verdorben, crot altfranzösisch: Vertiefung, Mulde). Die nächste Erwähnung betrifft Le Villard im Zusammenhang mit einem Pierre Verney du Villart aus dem Jahre 1476. Er liegt im Süden nahe der Departementsstrasse 978. Diese Bezeichnung deutet auf eine Siedlung zu Gallo-römischer Zeit hin, Villaria als kleine Siedlung, nahe der alten Verbindungsstraße Louhans–Lons-le-Saunier und am Ufer des gleichnamigen Étangs gelegen.  Der Ort scheint recht schwach besiedelt gewesen zu sein, Courtépée erwähnt für 1490 lediglich 12 Feuer, also Haushaltungen im Gemeindegebiet von Montagny, zudem gehörten Teile zu anderen heutigen Gemeinden, wie Ferrière, das zu Saint-Usuge gehörte. Im 18. Jahrhundert waren die Familien Thoisy und Beaurepaire wechselweise Herren von Montagny.
Die Kirche ist dem Heiligen Étienne geweiht und wurde 1837 erbaut. 1856 waren noch zwei Mühlen in Betrieb und 1988 bestanden noch 26 Landwirtschaftsbetriebe.

### Die Herren von Montagny-près-Louhans
- teilweise die Herren von Montcony, deren Geschlecht am 17. August 1657 mit der Ermordung von Charles de Montconis ausstarb.
- teilweise gehörte Montagny zusammen mit Vincelles und Ratte zu einer Baronie. Die Eigentümer stammten aus noblen Familien, den de Viennes, Salins, Beaurepaire, die miteinander verwandt und verschwägert waren.
  - Jacques de Beaurepaire (* 1696, † 1776) ist als erster der Familie bezeugt als Herr von Montagny. Seine Enkelin, Louise Charlotte Jacqueline de Beaurepaire (* 6. September 1764, † 7. September 1833) heiratete am 4. Februar 1782 Georges Marie de Thoisy (* 1745, † 1810).

Mit der Französischen Revolution 1789 wurden die Vorrechte des Adels abgeschafft, sie behielten lediglich noch ihre Titel.

## Bevölkerung
| Montagny-près-Louhans: Einwohnerzahlen von 1793 bis 2020 | Montagny-près-Louhans: Einwohnerzahlen von 1793 bis 2020 | Montagny-près-Louhans: Einwohnerzahlen von 1793 bis 2020 | Montagny-près-Louhans: Einwohnerzahlen von 1793 bis 2020 | Montagny-près-Louhans: Einwohnerzahlen von 1793 bis 2020 |
| --- | -------------------------------------------------------- | -------------------------------------------------------- | -------------------------------------------------------- | -------------------------------------------------------- |
| Jahr |                                                          |                                                          |                                                          | Einwohner                                                |
| 1793 | 1793                                                     |                                                          | 550                                                      | 550                                                      |
| 1800 | 1800                                                     |                                                          | 542                                                      | 542                                                      |
| 1806 | 1806                                                     |                                                          | 608                                                      | 608                                                      |
| 1821 | 1821                                                     |                                                          | 647                                                      | 647                                                      |
| 1831 | 1831                                                     |                                                          | 702                                                      | 702                                                      |
| 1836 | 1836                                                     |                                                          | 703                                                      | 703                                                      |
| 1841 | 1841                                                     |                                                          | 651                                                      | 651                                                      |
| 1846 | 1846                                                     |                                                          | 648                                                      | 648                                                      |
| 1851 | 1851                                                     |                                                          | 622                                                      | 622                                                      |
| 1856 | 1856                                                     |                                                          | 590                                                      | 590                                                      |
| 1861 | 1861                                                     |                                                          | 576                                                      | 576                                                      |
| 1866 | 1866                                                     |                                                          | 623                                                      | 623                                                      |
| 1872 | 1872                                                     |                                                          | 630                                                      | 630                                                      |
| 1876 | 1876                                                     |                                                          | 624                                                      | 624                                                      |
| 1881 | 1881                                                     |                                                          | 619                                                      | 619                                                      |
| 1886 | 1886                                                     |                                                          | 580                                                      | 580                                                      |
| 1891 | 1891                                                     |                                                          | 601                                                      | 601                                                      |
| 1896 | 1896                                                     |                                                          | 602                                                      | 602                                                      |
| 1901 | 1901                                                     |                                                          | 578                                                      | 578                                                      |
| 1906 | 1906                                                     |                                                          | 602                                                      | 602                                                      |
| 1911 | 1911                                                     |                                                          | 610                                                      | 610                                                      |
| 1921 | 1921                                                     |                                                          | 531                                                      | 531                                                      |
| 1926 | 1926                                                     |                                                          | 511                                                      | 511                                                      |
| 1931 | 1931                                                     |                                                          | 474                                                      | 474                                                      |
| 1936 | 1936                                                     |                                                          | 500                                                      | 500                                                      |
| 1946 | 1946                                                     |                                                          | 490                                                      | 490                                                      |
| 1954 | 1954                                                     |                                                          | 477                                                      | 477                                                      |
| 1962 | 1962                                                     |                                                          | 394                                                      | 394                                                      |
| 1968 | 1968                                                     |                                                          | 370                                                      | 370                                                      |
| 1975 | 1975                                                     |                                                          | 328                                                      | 328                                                      |
| 1982 | 1982                                                     |                                                          | 342                                                      | 342                                                      |
| 1990 | 1990                                                     |                                                          | 364                                                      | 364                                                      |
| 1999 | 1999                                                     |                                                          | 372                                                      | 372                                                      |
| 2006 | 2006                                                     |                                                          | 408                                                      | 408                                                      |
| 2009 | 2009                                                     |                                                          | 462                                                      | 462                                                      |
| 2014 | 2014                                                     |                                                          | 453                                                      | 453                                                      |
| 2020 | 2020                                                     |                                                          | 491                                                      | 491                                                      |
| Quelle(n): EHESS/Cassini bis 2006, ab 2009 INSEE Anmerkung(en): • Ab 1962 offizielle Zahlen ohne Einwohner mit Zweitwohnsitz • Höchste Einwohnerzahl 1836 mit 703, tiefste Einwohnerzahl 1975 mit 328 (46,7 % vom Maximum) |                                                          |                                                          |                                                          |                                                          |

| Bevölkerungsstruktur | Anzahl Einwohner | männlich | weiblich | davon Ausländer | Anteil % |
| -------------------- | ---------------- | -------- | -------- | --------------- | -------- |
|                      | 494              | 252      | 242      | 8               | 1,6      |

| Männer | Alterstufe | Frauen |
| ------ | ---------- | ------ |
| 0      | 90 + älter | 3      |
| 17     | 75–89      | 21     |
| 51     | 60–74      | 49     |
| 63     | 45–59      | 63     |
| 34     | 30–44      | 36     |
| 41     | 15–29      | 34     |
| 46     | 0–14       | 37     |

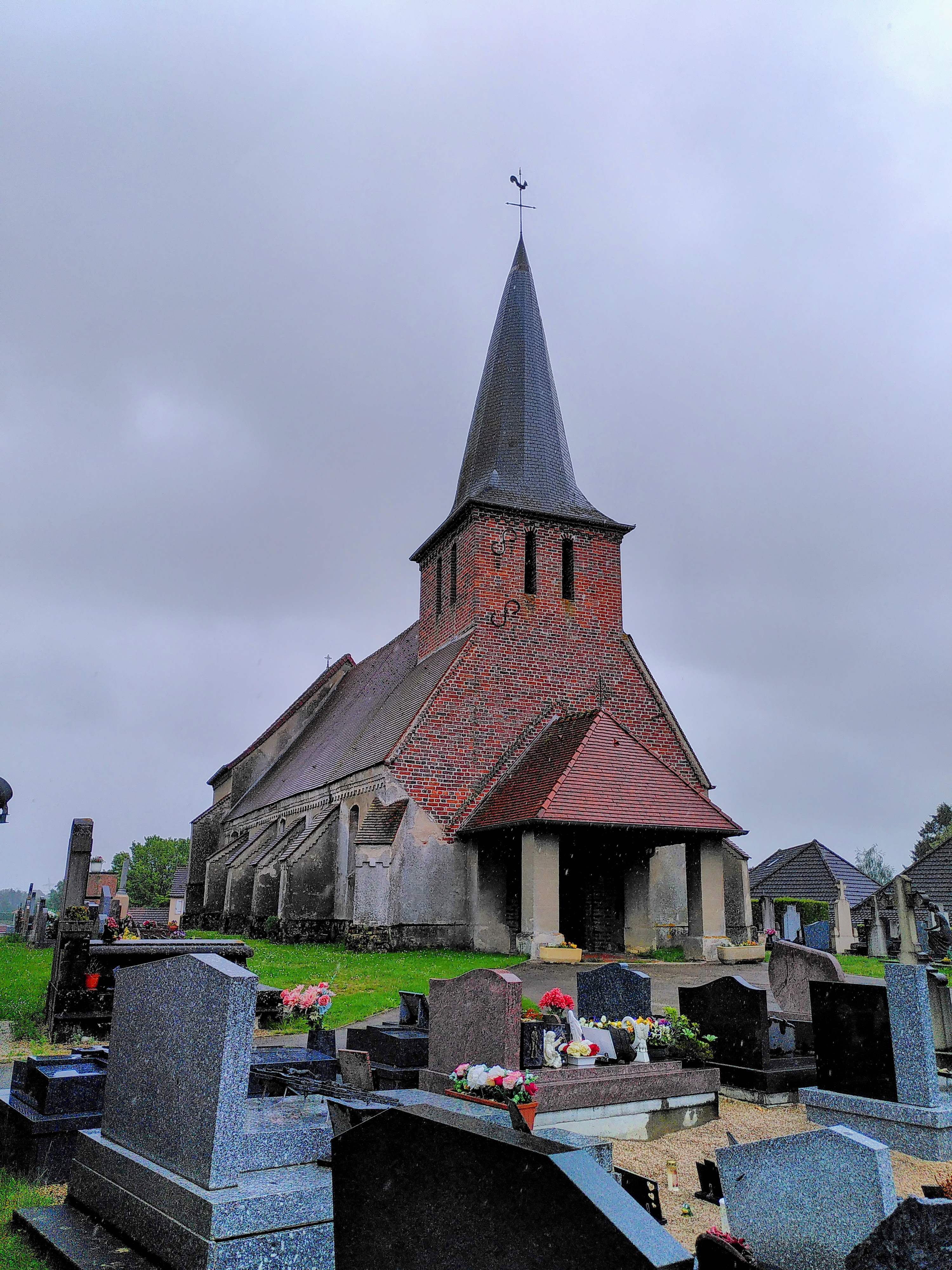
Kirche Saint-Étienne in Montagny-près-Louhans

Die Bevölkerungsstruktur zwischen Männern und Frauen ist ziemlich ausgeglichen, wobei 46 % der Bevölkerung jünger als 45 Jahre sind. Die Gruppe der unter 15-Jährigen macht 16,8 % der Bevölkerung aus. Demgegenüber sind 29 % der Einwohner älter als 60 Jahre und damit im Rentenalter. Diese Struktur dürfte auf die Tatsache zurückzuführen sein, dass seit 1999 dank einer regen Bautätigkeit die Wohneinheiten um 46 % zugenommen haben. Dadurch dürfte ein starker Zuzug von jungen Familien mit Kindern erfolgt sein.
| Wohnstruktur               | Anzahl Wohneinheiten | davon Häuser | Wohnungen | sonstige |
| -------------------------- | -------------------- | ------------ | --------- | -------- |
|                            | 264                  | 252          | 11        | 1        |
| davon Hauptwohnsitz        | 218                  |              |           |          |
| Zweit- oder Ferienwohnsitz | 34                   |              |           |          |
| vakant                     | 13                   |              |           |          |

## Wirtschaft und Infrastruktur

### Unternehmen, Betriebe, Ladengeschäfte und Einrichtungen
In der Gemeinde befinden sich nebst der Mairie und Kirche folgende Unternehmen nach Branchen:
| Branche                                                           | Anzahl Betriebe |
| ----------------------------------------------------------------- | --------------- |
| Industrie und verarbeitendes Gewerbe                              | 2               |
| Baugewerbe                                                        | 11              |
| Groß- und Einzelhandel, Verkehr, Beherbergung und Gastronomie     | 8               |
| Information und Kommunikation                                     |                 |
| Finanz- und Versicherungsdienstleistungen                         |                 |
| Grundstücks- und Wohnungswesen                                    | 1               |
| Freiberufliche, wissenschaftliche und technische Dienstleistungen | 5               |
| Öffentliche Verwaltung, Unterricht, Gesundheits- und Sozialwesen  | 2               |
| Sonstige Dienstleistungen                                         | 2               |
| Land- und Forstwirtschaftsbetriebe                                | 3               |

In der Gemeinde befinden sich ein Sportgeschäft, ein Bauhandwerksbetrieb, eine Schreinerei/Zimmerei, ein Elektriker, drei Maler/Gipser und zwei Installateurbetriebe. Der Ort verfügt über einen Fußball- und einen Pétanqueplatz, ein Restaurant und zwei Gîtes. Mit den Gütern des täglichen Bedarfs versorgen sich die Einwohner weitgehend in Louhans.

### Geschützte Produkte in der Gemeinde
Als AOC-Produkte sind in Montagny-près-Louhans Volaille de Bresse und Dinde de Bresse, ferner Crème et beurre de Bresse zugelassen.

### Bildungseinrichtungen
In der Gemeinde besteht eine École primaire (École maternelle und École élémentaire), die der Académie de Dijon untersteht und von 35 Schülern besucht wird. Für die Schule gilt der Ferienplan der Zone A.

## Auszeichnungen
Villes et Villages Fleuris hat der Gemeinde eine Blume verliehen.